# Beatrice Tinsley

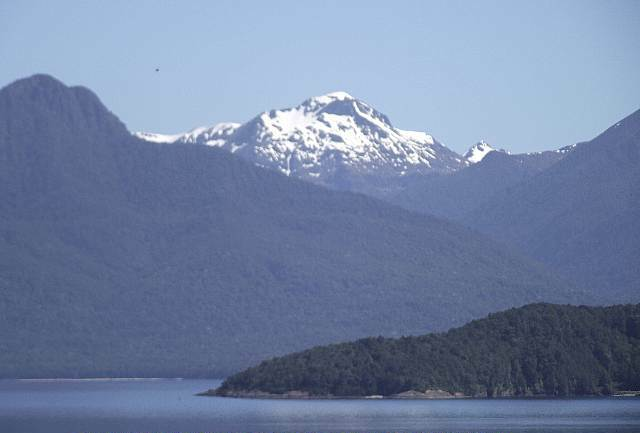
Mount Tinsley (1.537 m/M) in Neuseeland

Beatrice Muriel Hill Tinsley (* 27. Januar 1941 in Chester, England; † 23. März 1981) war eine neuseeländische Astronomin und Kosmologin.

## Leben
Beatrice Tinsley wurde am 27. Januar 1941 in Chester, England als Tochter von Edward Hill und seiner Frau Jean Morton geboren. 1946 siedelte die Familie nach Neuseeland über. Von 1958 bis 1963 studierte sie Physik und Mathematik an der University of Canterbury. 1961 heiratete sie den Physiker Brian Alfred Tinsley. 1963 zogen sie nach Dallas (Texas), wo Brian Tinsley eine Stelle antrat. Beatrice Tinsley begann ein Astronomiestudium an der University of Texas (Austin), das sie 1966 mit dem Doktorgrad abschloss. In schwierigen Beschäftigungsverhältnissen trieb sie ihre Forschungen voran, bis sie 1975 an die Yale University ging und dort 1978 als erste Frau Astronomieprofessor wurde. 1975 erhielt sie ein Forschungsstipendium der Alfred P. Sloan Foundation (Sloan Research Fellowship). Anfang 1978 wurden erste Anzeichen eines malignen Melanoms diagnostiziert, dem sie schließlich am 23. März 1981 erlag.

## Werk
Tinsley entwickelte als erste umfassende Modelle der Entwicklung der Sterne, des Gasgehalts und der Häufigkeit schwerer Elemente in Galaxien. Mit ihrer Hilfe können die Entwicklung der Farben und Helligkeiten von Galaxien im frühen Universum sowie Entwicklungszusammenhänge zwischen Galaxientypen in der Hubble-Sequenz besser verstanden werden. Sie wies nach, dass Galaxien durch das Entstehen und Altern ihrer Sterne ihre Eigenschaften schon über Zeiten wesentlich kürzer als das Alter des Universums merklich ändern können und begründete damit Untersuchungen der Galaxienentwicklung im heutigen Sinn.
Andererseits wird durch diese Entwicklung die zuvor angestrebte Nutzung von Galaxien als Standardkerzen für kosmologische Untersuchungen sehr erschwert.

## Auszeichnungen
- 1974 Annie-Jump-Cannon-Preis für Astronomie der American Astronomical Society

## Würdigungen
- Seit 1985 ist sie die Namensgeberin für den Asteroiden des äußeren (3087) Beatrice Tinsley, der 1981 am Mt John University Observatory entdeckt wurde.[2]
- Der seit 1986 verliehene Beatrice-M.-Tinsley-Preis ist nach ihr benannt.
- Im Dezember 2010 benannte das New Zealand Geographic Board offiziell einen Berg im Kepler Gebirge (benannt nach dem Astronom Johannes Kepler) im Fiordland-Nationalpark auf der Südinsel Neuseelands als Mount Tinsley.